# صبا مبارك
صبا مبارك (10 أبريل 1976 –) هي ممثلة ومنتجة تلفزيونية أردنية.

## حياتها
ولِدَت صبا عام 1976 في السعودية لأبٍ أردني وأم فلسطينية وهي الفنانة التشكيلية الراحلة «حنان الأغا». تخرجت من جامعة اليرموك عام 2001 وحصلت على شهادة البكالوريوس في التمثيل والفنون المسرحية. وهي من بلدة عنجرة في محافظة عجلون شمال الأردن.
في عام 1998 شاركت في مسلسل «قمر وسحر»، حيث ساعدتها والدتها الفنانة «حنان الآغا» وخالتها الممثلة «هيفاء الآغا» بالظهور على الشاشة الصغيرة وهي لا تزال طالبة.
كانت سنة 1998، نقطة الانطلاق الحقيقية بالنسبة لها، حيث شاركت بمسلسل «الكواسر» بعد المسلسل الأول «قمر وسحر». عادت في عام 2002 للظهور مجددًا بشخصية نسرين في المسلسل التاريخي «عمر الخيام»، كما شاركت بنفس العام بمسلسل «الأرواح المهاجرة» مع نخبة من نجوم الدراما السورية. شاركت في المسلسل التاريخي «الحجاج». بدور «غزالة الشيباني».
ظهرت صبا لأول مرة في السينما الأردنية عام 2003 في فيلم «سفر الأجنحة». كما ظهرت في أفلام «خارج التغطية» و«مملكة النمل».
في عام 2005 شاركت في بطولة المسلسل التاريخي «آخر أيام اليمامة» مع غسان مسعود وزهير النوباني، كما لعبت دور البطولة في مسلسل «الشمس تشرق من جديد». أما عام 2006 فكان عاما زاخرًا بالأعمال الفنية لها فقد شاركت ببطولة مسلسل «دعاة على أبواب جهنم»، وظهرت بشخصية «هند» في المسلسل التاريخي «خالد بن الوليد»، وقدمت أيضًا دورًا في مسلسل «صدى الروح»، وشاركت بعدة حلقات من مسلسل «أهل الغرام».
في 2007 ظهرت مع النجم الراحل ياسر المصري بالمسلسل البدوي «نمر بن عدوان» بدور وضحة، وشاركت بشخصية الممرضة حنان بمسلسل «الاجتياح» الذي يروي أحداث اجتياح الضفة الغربية ومجزرة جنين، كما ظهرت بمسلسل «سيرة حب» من نفس العام. وفي 2008 عادت للدور البدوي بشخصية عليا من مسلسل «عيون عليا»، وأيضًا بشخصية «الهنوف بنت الشيخ وضاح» بمسلسل «صراع على الرمال».
في عام 2009 أدت بشكلٍ مميز وناجح شخصية بلقيس في المسلسل التاريخي «بلقيس ملكة سبأ» ، ونال دورها إعجاب النقاد. وشهد عام 2010 تألقها بدور منى التي جسدته في مسلسل «وراء الشمس»، كما شاركت بالمسلسل السوري- المصري «أنا القدس» من نفس العام. أمّا في السينما المصرية؛ فقد شاركت عام 2010 في فيلم «بنتين من مصر».
قدمت خلال عام 2011 دور جميلة في المسلسل الشامي «الزعيم»، وشاركت بعد عام في المسلسل المصري «شربات لوز» مع يسرا، كما ظهرت ببطولة مسلسل «حكايات بنات» بدور أحلام. وفي عام 2012، شاركت في فيلم مصري آخر «الراهب» مع الممثل المصري هاني سلامة. مشاركتها الثالثة في السينما المصرية كانت في فيلم «الثمن» وفيه لعبت دور امرأةٍ سورية هربت من منزلها ولجأت إلى القاهرة، حيث تلتقي مع رجلٍ مصري ثم يبدأ خليطٌ من الأحداث.
في عام 2011، أسست شركة Pan East Media، وهي شركة للإنتاجٍ الإعلامي هدفها الرئيسي هو تقديم عملٍ فني من الطراز الأول على المستويين الإقليمي والدولي. بدأت الشركة نشاطها الإنتاجي في عام 2013 مع المسلسل التلفزيوني الدرامي الكوميدي الأردني الخفيف «زين» ، والذي عُرض على العديد من الشبكاتٍ التلفزيونية منها إم بي سي.
كان عام 2013 مليئًا بالأعمال الفنية لها، حيث قدمت بطولة مسلسل «زين»، كما شاركت نور الشريف بطولة مسلسل «خلف الله»، وظهرت بمسلسل «آسيا» ومسلسل «موجة حارة» من نفس العام.
في عام 2014 أنتجت الشركة المسلسل التلفزيوني «طوق الإسفلت»، وهي سلسلةٌ دراما تاريخية بدوية مستوحاة من مسرحية هاملت لشيكسبير. عرضت خلال شهر رمضان عام 2014 على قناة أبوظبي الأولى.
في عام 2015 أدت دور ريا في مسلسل «العهد: الكلام المباح»، وشاركت بمسلسل «حق ميت». وفي 2016 قدمت دور درية نجار بمسلسل «أفراح القبة» مع جمال سليمان وعدة ممثلين.
كما شاركت صبا في السينما العالمية عن طريق سلسلة أفلام «Hamilton» السويدية بجزئيه الأول والثاني، حيث لعبت دور ضابطة من منظمة التحرير الفلسطينية.
كما شاركت أيضا خلال شهر رمضان 2017 في مسلسل «طايع» حيث أدت دور مهجة.
في عام 2018 اختيرت صبا لتكون الوجه الإعلاني الجديد لشركة الساعات السويسرية الفاخرة «أوميغا»، وتصبح العربية الوحيدة ضمن الوجوه الدعائية التي تضم نجوماً عالميين من بينهم جورج كلوني ودانيل كريغ ونيكول كيدمان وإيدي ريدمين وغيرهم.
كان آخر مسلسلاتها هو مسلسل عنبر 6 بجزئيه الأول والثاني، حيث لعبت دور ليلى

## حياتها الخاصة
تزوجت من المخرج التونسي شوقي الماجري، وأنجبت منه ولدًا واحدًا اسمه «عمار»، ولكنهما انفصلا فيما بعد. لديها أختٌ وحيدة اسمها آية.

## جوائز
نالت جائزة أفضل ممثلة في مهرجان الشرق الأوسط بإيطاليا، وجائزة «تايكي» لأفضل ممثلة أردنية وعربية.

## أعمالها

### من الأفلام
• السرب في 2024
- أنف وثلاث عيون في 2024
- أميرة في 2021
- بنات عبد الرحمن في 2021
- مسافر: حلب - إسطنبول في 2017 - (مريم)
- الثمن في 2016 – (ديما)
- الراهب في 2014
- مملكة النمل في 2012 - (جليلة)
- مدن الترانزيت في 2010 – (ليلى)
- بنتين من مصر في 2010 – (داليا)
- جنون الحب في 2008 - فيلم قصير
- خارج التغطية في 2007
- سفر الأجنحة في 2003

### مسلسلات
- 2024:لحظة غضب
- 2024:بين السطور
- 2023: ليلة السقوط
- 2022 توبة
- 2022 سوتس بالعربي
- 2021 عنبر 6
- 2020 حارس الجبل
- 2020 نمرة اتنين
- 2019 عبور
- 2018 طايع
- 2017 حكايات بنات ج2
- 2017 حكايات بنات ج3
- 2016 أفراح القبة
- 2015 العهد (الكلام المباح)
- 2015 حق ميت
- 2015 طوق الأسفلت
- 2014 طوق الأسفلت
- 2013 آسيا
- 2012 خلف الله
- 2013 زين
- 2013 موجة حارة
- 2012 حكايات بنات ج1
- 2012 شربات لوز
- 2012 في ميل
- 2012 ما بتخلص حكايتنا
- 2011 الزعيم
- 2011 بث بياخة
- 2011 عيلة عجب
- 2011 وين ماطقها عوجة
- 2010 أنا القدس
- 2010 وراء الشمس
- 2009 بلقيس
- 2008 اسأل روحك
- 2008 أهل الغرام 2
- 2008 جنون الحب
- 2008 صراع على الرمال
- 2008 عيون عليا
- 2008 نسيم الروح
- 2007 الاجتياح
- 2007 سيرة الحب
- 2007 نمر بن عدوان
- 2007 هذا العالم
- 2006 الوردة الأخيرة
- 2006 أهل الغرام 1
- 2006 خالد بن الوليد
- 2006 دعاة على أبواب جهنم
- 2006 صدى الروح
- 2005 آخر أيام اليمامة
- 2005 الشمس تشرق من جديد
- 2005 خلف القضبان
- 2003 الحجاج
- 2002 الأرواح المهاجرة
- 2002 عمر الخيام
- 1998 الكواسر
- 1998 شوق الرهف
- 1998 قمر وسحر

## الجوائز
- جائزة الايمي التي حصل عليها مسلسل الاجتياح.
- جائزة لجنة التحكيم الخاصة في مهرجان المسرح العربي.
- إيطاليا: جائزة أفضل ممثلة في «مهرجان الشرق الأوسط».[5]
- الأردن: 2009 – جائزة أفضل ممثلة.
- الإمارات العربية المتحدة: 2009 – جائزة للدراما عن دورها في مسلسل بلقيس في دبي.
- الأردن: 2010 – جائزة أفضل ممثلة.
- الأردن: جائزة تايكي لأفضل ممثلة أردنية وعربية.[6]

## وصلات خارجية
- صبا مبارك على موقع IMDb (الإنجليزية)
- صبا مبارك على موقع قاعدة بيانات الأفلام العربية
- صبا مبارك على موقع قاعدة بيانات الفيلم (الإنجليزية)